# Cidade de recenseamento
Na Índia, para fins estatísticos, uma cidade de recenseamento é uma cidade relativamente pequena que contem uma população mínima de 5.000. Pela definição, 75% da população não devem estar engajada em atividades agriculturais e a densidade populacional não deve ser menor do que 400 pessoas por km².
Na Irlanda, uma cidade de recenseamento é definida pelo Escritório Central de Estatísticas da Irlanda como um grupo de cinquenta ou mais habitações que não tem delimitações legais, no qual há um núcleo de trinta residências ocupadas em ambos os lados de uma rodovia ou de vinte residências ocupadas em apenas um lado de uma rodovia.